# Fivemiletown
Fivemiletown es una localidad situada en el distrito de Mid Úlster de Irlanda del Norte (Reino Unido), con una población en 2011 de 1243 habitantes.
Se encuentra ubicada al suroeste de Irlanda del Norte, a poca distancia al oeste del lago Neagh, el mayor de las islas británicas, y del lago Erne.